# 1-metilciclopropenă
1-metilciclopropena este un compus organic derivat de ciclopropenă, fiind utilizat ca reglator sintetic de creștere a plantelor. Este structural înrudit cu hormonul natural al plantelor, etilena, și este utilizat în comerț pentru a încetini coacerea fructelor și pentru a ajuta la menținerea prospețimii florilor tăiate.